# قاسم أباد (بجستان)
قاسم أباد (بالفارسية: قاسم‌آباد) هي قرية تقع في إيران في قسم بجستان الريفي. يقدر عدد سكانها بـ 589 نسمة .